# Conus bermudensis
Conus bermudensis é uma espécie de gastrópode do gênero Conus, pertencente a família Conidae.